# 汪集旸
汪集旸（1935年10月11日—），男，江苏吴江人，中国水文地质学家，中国科学院地质与地球物理研究所研究员。

## 生平
1956年毕业于北京地质学院水文与工程地质系。1962年7月在莫斯科地质勘探学院获苏联地质矿物学副博士学位。1989年至2001年任国际地热协会主席团成员。

## 荣誉
1995年当选为中国科学院院士。2001年当选为国际欧亚科学院院士。